# Gérard Delteil
Pour les articles homonymes, voir Delteil.
 (mai 2019).
Gérard Delteil, de son vrai nom Gérard Folio, né le 11 avril 1939 à Paris, est un écrivain français, auteur de nombreux romans noirs, thrillers et récits d'anticipation.

## Biographie
Né en 1939, Gérard Delteil, après des études inachevées aux Beaux-Arts, a d'abord exercé pendant une dizaine d'années, de 1958 à 1968, la profession de dessinateur de trottoirs (crayeur).
Cette expérience lui a fourni la matière de N'oubliez pas l'artiste, un de ses romans les plus connus qui se déroule pendant la guerre d'Algérie.
Après divers "petits métiers" - peintre de fresques, réalisateur de maquettes de costumes, guitariste à la terrasse des cafés - il est devenu journaliste, puis s'est lancé dans l'écriture de romans et de livres d'enquêtes journalistiques à partir de 1983.

## Des enquêtes aux romans
Ces enquêtes, consacrées aux prisons, aux trafics de viande, aux dangers de l'industrie chimique, à la médecine, lui ont servi de toile de fond pour divers romans noirs. Les trafics de viande pour "Riot Gun". Les scandales de la médecine pour "Pièces détachées". Les escrocs de la franchise pour "L'a confiance règne". Ou encore plus récemment son roman-enquête sur les maisons de retraite : "Retraite anticipée". La plupart de ses romans sont d'ailleurs précédés par une enquête, tels "Le baiser de la couleuvre" ou "Festin de crabes" qui traitent des prisons.

## L'Amérique latine
À partir de 1985, Gérard Delteil se découvre une nouvelle passion : l'Amérique latine. D'abord avec un roman historique sur la civilisation inca Le miroir de l'Inca (Liana Levi - Folio). Puis  avec des reportages au Chili, au Mexique, à Cuba, en Bolivie, publiés dans diverses revues (Viva, Le Monde diplomatique, L'Humanité Dimanche, Regards, Femme Pratique, etc.), où il trouve l'inspiration pour des romans d'aventures, dont Chili con carne, Le trésor de Tupac amaru, Fugue à Buenos Aires, Dernier tango à Buenos Aires. Il a publié aussi une demi-douzaine de romans pour la jeunesse comme Piège sur Internet, Le squelette de la mairie et Cerro Rico, la mine aux enfants.

## L'Afrique
Gombo (2009, Liana Levi) se déroule au Cameroun, pays que l'auteur a visité dans le cadre d'un programme culturel du Centre culturel français de Douala.
Ce roman raconte l'histoire d'un journaliste emprisonné pour avoir critiqué la femme du président dans son journal. Gombo jette un regard assez sombre sur ce pays où règne la corruption et sur les pratiques des entreprises étrangères, notamment des laboratoires pharmaceutiques qui se livrent à des expériences thérapeutiques sur la population avec la complaisance de certaines autorités. 
Le roman a été écrit au moment où se déroulaient de grandes émeutes dans tout le pays pour protester contre la vie chère et le népotisme du pouvoir. Gombo rappelle aussi le passé colonial du Cameroun et les terribles massacres commis par l'armée française dans les années soixante-dix pour mettre en place et soutenir le dictateur Ahidjo.

## Polémique avec Didier Daeninckx
Auteur connu pour son engagement politique, Gérard Delteil fait partie des écrivains comme Thierry Jonquet, Maurice Rajsfus et Jean-Pierre Bastid qui se sont opposés à leur confrère Didier Daeninckx quand celui-ci a lancé des accusations contre d'autres écrivains comme Gilles Perrault et Serge Quadruppani. Gérard Delteil a notamment publié un article dans le journal Libération pour s'étonner de voir Daeninckx s'en prendre à Gilles Perrault notamment sur le terrain de la sexualité  et l'inviter à davantage de modération. Gérard Delteil poursuivra ensuite Didier Daeninckx en diffamation, celui-ci l'ayant accusé d'avoir triché pour obtenir le Prix du Quai des Orfèvres. Daeninckx sera condamné en première instance et en appel.
Une nouvelle polémique éclate lorsque Daeninckx publie une lettre ouverte aux éditions Baleine pour protester contre la publication d'un livre de l'ancien milicien et militant d'extrême droite Brigneau. Daeninckx profite en effet de cette occasion pour attaquer deux personnalités n'ayant aucun lien avec Brigneau, Serge Quadruppani et Hervé Delouche. Delteil prend leur défense en écrivant à de nombreux sites internet et critique l'opération menée par Daeninckx en lui reprochant de servir Brigneau, dont elle fait la publicité grâce à un scandale littéraire.

## Journalisme et critique de livres et films
Journaliste en free lance, Gérard Delteil a tenu  une rubrique de critique de romans policiers dans l'hebdomadaire Courrier Cadres. Il publiait jusqu'en 2022 des critiques de films et romans dans L'Anticapitaliste, l'hebdomadaire du NPA.

## Anticipation et politique-fiction
Dans ses livres les plus récents, Gérard Delteil s'est tourné vers l'anticipation et la politique-fiction. 2011, roman de catastrophe fiction reposant sur une enquête approfondie, imagine la situation de Paris face à une inondation de l'ampleur de celle de 1910.
La Femme du ministre, est un thriller de politique fiction sur les relations ambigües entre hommes politiques et journalistes, et sur la politique spectacle. La Femme du ministre s'inspire librement de faits réels et des rivalités entre clans politiques, services policiers et mafieux au sein de l'appareil d'État.
Le thème de la nouvelle Union nationale, publiée simultanément dans le recueil La France d'après (Éditions Privé) se rattache à l'anticipation politique, en imaginant la réaction de la classe politique et de la presse, face à un mouvement social de l'ampleur de mai 68, deux ans après l'élection présidentielle de mai 2007.

## Un hommage à Alexandre Dumas
Spéculator, Archipel 2010 - est un remake des Trois Mousquetaires d'Alexandre Dumas, sous la forme d'un thriller qui se déroule dans le monde de la finance. Les mousquetaires sont devenus les agents d'une officine d'intelligence économique qui travaille pour une multinationale. Les rivalités opposent les actionnaires de ce groupe, dont le représentant d'un hedge fund américain (Duplessis alias Richelieu) qui utilise les services d'une agence concurrente et ceux d'une ex-agent de la CIA (Faye Turner alias Milady). Tous veulent s'emparer d'un mystérieux logiciel boursier réputé infaillible et baptisé Spéculator. Dans une postface, Delteil affirme avoir voulu réhabiliter Milady victime de la cruauté machiste des mousquetaires de Dumas. Le roman comporte un volet social : les mousquetaires alliés aux gardes du cardinal vont se lancer, non pas dans le siège de La Rochelle, mais dans une attaque contre les grévistes qui occupent une usine menacée de délocalisation par leurs patrons. Leur rôle apparait ainsi moins sympathique que dans l'œuvre de Dumas, mais le jeune Batz (alias d'Artagnan) va peu à peu prendre conscience du cynisme de ses employeurs...

## Thrillers historiques
Les Années rouge et noir, est une saga historique qui se déroule pendant les trente glorieuses. Plusieurs personnages emblématiques de cette période s'y rencontrent : le frère d'un militant communiste assassiné à la Libération, une résistante gaulliste qui fera carrière au sein de l'appareil d'État, un collaborateur de Vichy, homme de l'ombre, qui réussira à s'adapter à tous les changements et à jouer un rôle important grâce à la guerre froide, jusqu'à devenir conseiller du président Pompidou. Au fil des pages, on rencontre des personnages historiques, comme Aragon, Sartre, Krasucki, Pasqua. La violence d'une époque marquée par les guerres coloniales, les massacres du 17 octobre 1961 et de Charonne, les luttes sociales ressort de ce long roman pour lequel Delteil a utilisé des témoignages et souvenirs personnels.
La Conjuration florentine est aussi un roman historique qui a pour cadre Florence à la fin du quinzième siècle. On y retrouve des préoccupations très contemporaines : l'instrumentalisation de la religion par les acteurs politiques, l'obscurantisme, la place des femmes dans la société et la lutte des classes.  Le pape Alexandre VI Borgia, qui veut se débarrasser du moine Savonarole, lequel dénonce la corruption de l'Église et fait alliance avec le roi de France contre Rome et d'autres cités italiennes, cherche un assassin. Il va choisir un jeune novice entièrement dévoué à l'Église, Stefano Arezzi. Celui-ci accepte cette périlleuse mission et découvre les charmes de Florence, une des plus puissantes et plus belles cités de l'époque. Il découvre aussi l'injustice, l'exploitation des enfants dans les ateliers
textiles et tombe amoureux d'une riche et puissante veuve. Après avoir infiltré l'organisation de jeunesse des Dominicains, les Anges blancs, chargés de faire régner la pureté dans la ville, il rencontre Savonarole lui-même et commence à douter...
Gérard Delteil s'est appliqué à rester fidèle à la réalité historique et s'est fait conseiller par des historiens spécialistes de la Renaissance italienne.

## Prix littéraires
- Le prix polar de la ville de Reims en 1986 pour Votre argent m'intéresse, Fleuve Noir, réédition Le Masque.
- Le prix des jeunes lecteurs des écoles de Saint-Nazaire en 2001 pour Piège sur Internet, Hachette jeunesse.
- Le grand prix de littérature policière en 1986 pour N'oubliez pas l'artiste, Fleuve noir, réédition Folio - Gallimard[1].
- Le prix Moncey, en 1988, décerné par la Gendarmerie nationale pour Histoire d'os, Fleuve Noir.
- Le prix du Quai des Orfèvres, décerné par un jury de magistrats, d'avocats, de journalistes et de policiers, présidé par le préfet de police de Paris, en 1993 pour Pièces détachées, Fayard[2].

## Œuvre

### Romans

#### Romans noirs et thrillers
- Solidarmoche, Fleuve noir, Spécial-police no 1892, 1984
- Kalashnikov, Fleuve noir, Spécial-police no 1894,  1985
- Votre argent m'intéresse, Fleuve noir, Spécial-police no 1903, 1984 - Réédition, Le Masque no 2030, 1990
- Les Chiens de garde, Fleuve noir, Spécial-police no 1907, 1984
- Un garçon ordinaire, Fleuve noir, Spécial-police no 1924,1985
- Le Nouveau Crime de l'Orient-express, Fleuve Noir, Spécial-police no 1929, 1985 - Réédition remaniée Éditions de la Voûte, Métro-Police no 1, 1997
- Histoire d'os, Fleuve noir, Spécial-police no 1936, 1985
- Coup de cafard, Fleuve noir, Spécial-police no 1942, 1985 - Réédition Crime Fleuve noir no 9, 1991
- N'oubliez pas l'artiste, Fleuve noir, Spécial-police no 1961, 1985 - Réédition Folio no 2239, 1992 - Grand prix de littérature policière
- Ici le chat est le patron, Fleuve noir, Spécial-police no 1969, 1985
- Le Miroir de l'Inca, Liana Levi, 1985 - Réédition Folio no 2559, 1993
- Ticket choc, Fleuve noir, 1986
- Le Baiser de la couleuvre, Fleuve noir, 1986 - Réédition, Les Nuits rouges, 2000
- Le Repenti, Fleuve noir, 1986
- Mâle de mer, Fleuve noir, 1986
- Festin de crabes, Liana Lévi, 1987
- Sur l'écran noir de leurs nuits blanches, Fleuve noir, Spécial-police no 2071, 1987
- KZ Retour vers l’enfer, Carrère 1987 - Réédition Métailié 1999
- Fenêtre sur route, L'Instant, 1988
- Riot Gun, Série noire no 2173, 1989 - Réédition Folio no 173, 2000
- Balles de charité, Série noire no 2213, 1989 - Réédition Folio no 145, 2000
- Les Huit Dragons de jade, Philippe Picquier, 1989 - Réédition, Picquier poche, avril 1997
- Du sang sur la glasnost, Le Masque (Grand format), 1990
- La confiance règne, Série noire no 2255, 1991 - Réédition Folio policier no 263, 2002
- Ticket chic, Métailié, 1993
- Chili con carne, Scandéditions, 1993 - Réédition Folio no 2743 1995
- Pièces détachées, Fayard, 1993 - Prix du Quai des Orfèvres 1993
- Viva Villa, Dagorno, 1994
- Cerro rico, la mine aux enfants, Éditions de la Renaissance/Toulouse, 1995
- La Nuit de l'apagon, Fleuve noir, coll. Aventures, 1995
- Mort d'un satrape rouge, Métailié, 1995 - Réédition Métailié Noir (poche) no 1, février 1998
- Chili incarné, Baleine Le Poulpe, 1996
- Au nord du rio Balsas, Fleuve noir aventure, 1996
- Enchères de peau, Métropolice, 1997
- Allumez le gourou, Comp'Act, 1997. (Haute Tension)
- L’Or des Abbesses, Métropolice, 1997 (Métropolar - La Voûte) Publié en feuilleton dans le Parisien en été 1997
- La Peau des autres, Denoël, Sueurs froides 1997
- Schizo, Actes Sud, 1998
- Bugs, Calmann Levy, 1999 - réédition, Gallimard, Folio no 3471, 2001
- Dernier tango à Buenos Aires, Actes Sud, 2000
- Colonia Tranquilidad, Noesis, 2002
- Retraite anticipée, Fleuve Noir 2003 - Réédition 2005 Pocket.
- Les Pillards de Bagdad, Éditions de l'Archipel, 2003
- Investigations, Éditions du Masque, 2003
- 2011, L'Archipel 2004 - Réédition en collection de poche en 2009, sous le titre L'Inondation.
- La Femme du ministre, L'Archipel 2007
- Gombo, Liana Levi, 2009
- Spéculator, L'Archipel, 2010
- Les Années rouge et noir, Le Seuil, 2014
- La Conjuration florentine, Points Thriller n° 4222, 2015
- Les Écœurés, Éditions du Seuil (2019)

#### Feuilletons
- Murder.com - Le roman noir d'une start up (publié en été 2001 dans le magazine Défis)
- Le Deal de Buenos Aires, publié en été 2002 dans Courrier Cadres.
- Cauchemar 2034, nouvelle en six épisodes publiés dans les numéros de juillet-aout 2013 de Tout est à nous, hebdo du NPA.
- Le Disparu de Nuit debout, feuilleton en quatre épisodes publiés dans l'Anticapitaliste, hebdo du NPA.

#### Littérature d'enfance et de jeunesse
- Le Fils Capet se fait la malle, Syros, Souris noire, 1989
- Paquet choc, Syros, Souris noire, 1990
- Le Squelette de la mairie, Syros, Souris noire, 1991
- Le Trésor de Tupac Amaru, Syros, Souris noire, 1992
- Piège sur Internet, Hachette, Verte aventure, 1996
- Fugue à Buenos Aires, Albin Michel 2000.

#### Anticipation
- Transfert, Fleuve noir, Anticipation no 1453, 1986
- La Septième Griffe de Togor, Fleuve noir, Anticipation no 1583, 1987
- Hors-jeu, Fleuve noir, Anticipation no 1597, 1987
- Tchernobagne, Fleuve noir, Anticipation no 1709, 1989

### Anthologie
- Noir de taule : recueil de 14 nouvelles sur le thème de la prison présenté par Gérard Delteil. Cabinet noir - Les Belles lettres.

### Enquêtes
- Prisons - Dossiers brûlants Le Carrousel, Presses de la cité 1986 - Epuisé
- Dossier viande - Du trafic au meurtre 1988, Messidor (en collaboration avec Yonnel Liégeois)
- Prisons - la Marmite infernale, Syros, 1990
- Danger chimie, Fayard, 1992 (en collaboration avec Yves Audève)
- La Médecine malade de l'argent, L'Atelier, 1994 (en collaboration avec Yves Audève)

### Télévision
- Scénario du Clan des clandestins (Série Navarro)
- Adaptation de Riot Gun

### Adaptation en bandes dessinées
- Les années rouge & noir : Vol. 1, Agnès / scénario Pierre Boisserie & Didier Convard ; dessin Stéphane Douay ; couleur Marie Galopin ; librement adapté du roman éponyme de Gérard Delteil. Paris : Les Arènes, avril 2016, 64 p.  (ISBN 978-2-35204-501-4)
- Les années rouge & noir : Vol. 2, Alain : 1946-1951 / scénario Pierre Boisserie & Didier Convard ; dessin Stéphane Douay ; couleur Marie Galopin ; librement adapté du roman éponyme de Gérard Delteil. Paris : Les Arènes, avril 2017, 64 p.  (ISBN 978-2-35204-612-7)